# Кобаясі Ісса
Кобаясі Ісса (яп. 小林一茶, こばやしいっさ; 1763—1827) — японський поет, майстер хайку періоду Едо. Справжнє ім'я — Нобуюкі (信之). Псевдонім — Хайкудзі (俳諧寺, «монастир Хайку»).

## Короткі відомості
Кобаясі Ісса народився 1763 року у містечку Касівабара провінції Сінано в сім'ї заможного селянина Кобаясі Яґохея. Через скрутне становище в родині, у 14 років він вирушив до Едо на заробітки. 
У 25 років Ісса став вивчати хайку під керівництвом Нірокуана Тікуа, наставника поетичної школи Кацусіка. Згодом юним поетом опікувався літератор Нацуме Сейбі. У зрілому віці Ісса полишив Едо і став здійснювати паломництва до святих місць у різних провінціях Японії. Наприкінці життя, у 51-річному віці, він повернувся на батьківщину.
Низьке соціальне походження, важка молодість і нещасливе подружнє життя обумовили оригінальний стиль віршів поета. Йому були притаманні туга, простота, використання діалектизмів і жаргону. 
Ісса створив понад 20 тисяч віршів і велику кількість тушевих ескізів, які ілюстрували його хайку. Найвідомішими працями поета є «Сьомий щоденник», «Моя осінь», «Щоденник смерті батька».